# Džarmská kultura
Džarmská kultura je archeologická kultura raného neolitu v horské oblasti Kurdistánu na pomezí současného Iráku a Íránu, která kolem roku 7000 př. n. l. navazuje na starší kulturu šánídár-karím-šáhirskou v oblasti pohoří Zagros.
Významnými lokalitami džarmské kultury jsou v Iráku Kal'at Džarmo (zhruba od vrstvy 16 do vrstvy 6) a Tepe Šemšara (vrstvy 16 - 14), na íránské straně Tepe Asiab a Tepe Guran (zde vrstvy T - V). Jde o vesnice s obdélníkovými domy o více místnostech ze sušené hlíny (taufu) v iráckých nalezištích, ve výše položeném Íránu o sezónní sídla se čtvercovými dřevěnými stavbami. Převládá nadále lov divokých zvířat a sběr (pistácie, hlemýždi). Zatímco Kal'at Džarmo i Šemšara pěstují již vypěstěnou pšenici dvojzrnnou i jednozrnnou a ječmen, pěstují se luštěniny (fazole, čočka, hrách) a chová se tu koza domácí, Tepe Guran je dosud pastevecký s polonomádským způsobem života, přičemž vliv džarmské kultury sem přišel asi o 500 let zpožděně (kolem 6500 př. n. l.).
Kamenné nástroje také svědčí o pěstování obilí, jde o srpové čepelky a zrnotěrky, drobné  geometrických tvary jiných nálezů zase dokazují přetrvávající význam lovu. Část nástrojů je vyrobeno ze západu dovezeného obsidiánu. 